# 園部インターチェンジ (京都府)
園部インターチェンジ（そのべインターチェンジ）は、京都府南丹市園部町内林町下鴻ケ下にある、京都縦貫自動車道のインターチェンジである。

## 概要
2015年（平成27年）6月2日の料金収受方法が変更されるまでは、沓掛IC方面と丹波IC方面でレーンが分かれており、沓掛IC方面のレーンにはブースが設置されていなかった。(表記は沓掛IC方面が ｢京都｣  丹波IC方面が ｢福知山｣) 丹波IC方面のレーンでは、出入口とも丹波IC - 当IC間の料金を精算していた。また、ETCレーンが設置されていなかったため、無線通行は出来ないが、ETCカードでの清算は可能だった。
料金収受方法の変更後は、両方面とも入口で通行券の発券、出口または八木TBでの清算に変更されている。

## 歴史
- 1996年（平成8年）4月27日 : 京都縦貫自動車道（京都丹波道路[注釈 1]）の、丹波IC - 千代川IC間の開通に伴い供用開始。
- 2002年（平成14年）4月21日 : 園部IC - 八木西IC間が4車線化。
- 2005年（平成17年）10月1日 : 道路関係四公団民営化により、京都丹波道路の保有を、独立行政法人 日本高速道路保有・債務返済機構に、管理を西日本高速道路株式会社に移管。
- 2010年（平成22年）6月28日 : 京都丹波道路で高速道路無料化社会実験が開始[2]。
- 2011年（平成23年）6月20日 : 政府が東北地方太平洋沖地震（東日本大震災）の復旧・復興費用をまかなうため、0時をもって高速道路無料化社会実験が一旦終了し、一時凍結される[3]。
- 2015年（平成27年）6月2日 : 丹波IC - 八木TB間の料金収受方法を、「単純支払方式」から「入口発券方式」に変更[1]。

## 周辺
- 道の駅京都新光悦村
- 湖池屋 京都工場

## 接続する道路
- 京都府道19号園部平屋線

## 料金所
- ブース数 : 4

### 入口
- ブース数 : 2
  - ETC専用および一般またはETC・一般の可変式ブース : 1
  - 一般 : 1

### 出口
- ブース数 : 2
  - ETC専用および一般またはETC・一般の可変式ブース : 1
  - 一般（精算機） : 1

## 隣
E9 京都縦貫自動車道（京都丹波道路）
(6)丹波IC - (7)園部IC - (8)八木西IC